# Adil El Fadili
Adil El Fadili (né le 26 juin 1970 à Casablanca) est un réalisateur, producteur, scénariste et monteur marocain,. 

## Biographie
Adil est  lauréat du Conservatoire libre du cinéma français à Paris. Il est également titulaire d'un diplôme en réalisation audiovisuelle de l'école Effet à Paris.

## Carrière
Adil El Fadili commence sa carrière par la co-écriture et la réalisation des premiers sketches de sa sœur l'humoriste Hanane El Fadili,.
Ensuite, Il réalise son premier téléfilm Ould Hamria qui raconte l'histoire d'un gang qui vole des villas dans la ville de Casablanca. 
En 2006, Adil El Fadili collabore avec la télévision marocaine en se chargeant de la réalisation de la série policière La Brigade,.
En 2010, Il entame une nouvelle expérience en signant son 1er court métrage Cinéma, intitulé Courte vie,. Ce court métrage a remporté plusieurs prix, entre autres, le grand Prix du Festival du court-métrage méditerranéen de Tanger, le grand Prix du Festival du cinéma de Malmö en Suède, le prix du meilleur court-métrage au Festival de Dubaï, au Festival d'Oran du film arabe, et lors des Journées cinématographiques de Carthage. Le film a été également projeté lors de la 58e édition du Festival International du cinéma de Valladolid.
En 2014, il est responsable de la réalisation de la série télévisée Chib W Chbab, diffusée sur Al Aoula,.
En 2019, il se charge de la réalisation de Al Baraka F Rassek pour la SNRT,.
En 2020, il réalise le téléfilm Arrassam (le peintre) pour la Société Nationale de Radiodiffusion et de Télévision. Interprété par Jalila Talemsi, abdarrhman El kholti, Abdenbi Benioui, Mohcine Malzi, Houyam Massissi, Chaimae Allaoui et son père Aziz El Fadili, le film raconte l'histoire d'un peintre, aidé par Razane[Qui ?] dans l'organisation de son exposition.
Il annonce la sortie prévue au début 2021 d'un nouveau film, Mon père n’est pas mort, racontant l’histoire d’un enfant de 10 ans dont le père a été enlevé dans les années 1960. Le film a reçu une subvention de la Doha Film Foundation.